# Turniej o Brązowy Kask 1976
Turniej o Brązowy Kask 1976 – zawody żużlowe, organizowane przez Polski Związek Motorowy dla zawodników do 19. roku życia. W sezonie 1976 rozegrano dwa turnieje półfinałowe oraz finał.

## Finał
- 22 sierpnia 1976 r. (niedziela), Łódź

| Msc. | Zawodnik              | Klub                 | Pkt  |             |  |
| ---- | --------------------- | -------------------- | ---- | ----------- |  |
| 1    | Alfred Siekierka      | Kolejarz Opole       | 12+3 | (3,3,u,3,3) |  |
| 2    | Andrzej Huszcza       | Falubaz Zielona Góra | 12+2 | (3,3,3,3,u) |  |
| 3    | Marian Witelus        | Kolejarz Opole       | 11+3 | (3,3,3,0,2) |  |
| 4    | Zdzisław Żerdziński   | Gwardia Łódź         | 11+2 | (2,2,3,2,2) |  |
| 5    | Andrzej Marynowski    | Wybrzeże Gdańsk      | 10   | (3,2,2,0,3) |  |
| 6    | Marek Towalski        | Stal Gorzów Wlkp.    | 10   | (2,1,3,3,1) |  |
| 7    | Jan Moskowicz         | Stal Toruń           | 9    | (u,2,2,2,3) |  |
| 8    | Paweł Bukiej          | Polonia Bydgoszcz    | 9    | (u,3,2,2,2) |  |
| 9    | Jan Puk               | Start Gniezno        | 8    | (1,2,1,1,3) |  |
| 10   | Ryszard Witwicki      | Gwardia Łódź         | 8    | (1,0,2,3,2) |  |
| 11   | Andrzej Maroszek      | Polonia Bydgoszcz    | 6    | (2,1,1,1,1) |  |
| 12   | Herbert Czura         | Kolejarz Opole       | 4    | (1,1,u,1,1) |  |
| 13   | Krzysztof Kwiatkowski | Stal Toruń           | 3    | (0,1,0,2,0) |  |
| 14   | Andrzej Fisiak        | Gwardia Łódź         | 3    | (2,0,0,u,1) |  |